# Худолій Іван Петрович
Іван Петрович Худолій (1912, селище Верхнє, тепер у складі міста Лисичанська Луганської області — ?) — український радянський діяч, інженер-хімік, директор Вінницького хімічного комбінату Вінницької області. Депутат Верховної Ради УРСР 7—8-го скликань. Кандидат технічних наук.

## Біографія
Народився в родині слюсаря заводу «Донсода». Трудову діяльність розпочав у 1931 році слюсарем Донецького содового заводу («Донсода») селища Верхнього на Луганщині.
Закінчив хімічний технікум. Працював форсунником, майстром заводу «Донсода».
Освіта вища. Закінчив хімічний інститут.
З серпня 1941 року — у Червоній армії, учасник німецько-радянської війни з 1942 року. Воював на Карельському фронті. У 1945 році служив помічником начальника хімічного відділу 53-ї армії 2-го Українського фронту. Потім воював у Маньчжурії, учасник радянсько-японської війни.
Член ВКП(б) з 1945 року.
Після демобілізації — начальник цеху, секретар партійної організації, парторг ЦК КПРС на Донецькому содовому заводі («Донсода») міста Лисичанська Ворошиловградської області.
З 1954 року — директор Вінницького суперфосфатного заводу (з 1962 року — хімічного комбінату) імені Свердлова Вінницької області.

## Звання
- старший лейтенант

## Нагороди
- орден Червоної Зірки (22.05.1945)
- ордени
- медалі
- Заслужений працівник промисловості Української РСР (8.09.1972)
- Почесна грамота Президії Верховної Ради Української РСР (1962)